# Histoire du football allemand
 (mai 2019).
Si vous disposez d'ouvrages ou d'articles de référence ou si vous connaissez des sites web de qualité traitant du thème abordé ici, merci de compléter l'article en donnant les références utiles à sa vérifiabilité et en les liant à la section « Notes et références ».
L'Histoire du football allemand fut riche, variée et connut de nombreuses évolutions, soit pour des raisons sportives, soit à la suite de l’ingérence politique des Nazis, soit pour des raisons sociales ou économiques, sans oublier les importants changements géopolitiques qui intervinrent en 1918, en 1945 et en 1990. Son introduction fut tout de même difficile. Un film la raconte : il s'appelle L'incroyable équipe traduit du titre allemand « Der ganz große Traum ».
Le paysage sportif allemand se peupla de très nombreuses associations sportives locales qui cultivèrent le goût pour la compétition. Ces milliers de clubs et/ou associations locaux mirent en permanence un point d’honneur à aligner des équipes, dans plusieurs sports, en fonction de leurs passions ou de leurs ressources.
Dès le dernier quart du XIXe siècle, le football commença à s’implanter en Allemagne.Konrad Koch a introduit le foot allemand en créant ses règles dans les lycées allemands

## Dénomination des clubs
Une des spécificités du football allemand réside aussi dans la structuration des dénominations officielles des clubs.

### Année de fondation
Dans un grand nombre de cas, l'année de fondation en quatre chiffres (exemple : TSV 1860 München) ou le millésime en deux chiffres (exemple : FC Schalke 04) figure dans le nom officiel. Cette donnée facilite souvent le travail de recherche historique et de documentation, même si dans certains cas de figures, la particularité peut devenir source de doute. Imaginez le nombre de clubs fondés lors de l'année 1899 rien que dans la seule ville de Berlin !
Dans les cas de fusion ou d'association, si une année fut conservée dans le nom officiel, ce fut généralement la plus ancienne. Il y eut évidemment des exceptions.

### Abréviations typiques
Le football allemand se distingue aussi par les abréviations qui précédent et complètent la dénomination officielle. Voici quelques exemples parmi les plus répandus :
- ASV = Allgemeine Sport Verein (Association sportive générale)
- BC = Ballspiel Club (Club de jeux de balle)
- BFC = Berliner Fußball Club (Football Club berlinois) - pour les cercles de Berlin
- BSC = Berliner Sport-Club (Club Sportif berlinois) - pour les cercles de Berlin
- BV = Balspiele Verein (Association de jeux de balle)
- FC = Fußball Club (Football Club)
- FG = Fußball Gemeinschaft (Association de football)
- FuCC = Fußball-und Cricket Club (Club de Football et de Cricket)
- FV = Fußball Verein (Association de Football)
- KSG - Kriegsportgemeinschaft/Kriegspielgemeischaft (Association sportive de guerre) - fut appliquée lors de la Première Guerre mondiale et plus encore lors de la Seconde Guerre mondiale.
- SC = Sport-Club (Club Sportif)
- SG = Sportgemeinde/Sportgemeinschaft (Association Sportive)
- SV = Sport Verein (Association Sportive), parfois remplacé par "SpV"
- SpVgg = Spiel Vereinigung (littéralement : Association de jeu)
- TSV = Turn-und Sportverein (Association gymnique et sportive)
- TuF = Tor-und Fußball Club/Thor-und Fußball Club (Club de Torball et de Football) - Le Torball (ou Thorball) est une ancienne appellation allemande du Cricket.
- TuS = Turn-und Sportverein (Association gymnique et sportive)
- TuRa = Turn-und Rasenspiel (Association gymnique et des jeux sur gazon)
- TV = Turn Verein (Association gymnique)
- VfB = Verein für Bewegungspiele (Association pour les jeux de mouvements)
- VfL = Verein für Lebensübungen (Association pour l'éducation physique)
- VfR = Verein für Rasenspiele (Association pour les jeux sur gazon)

### Noms illustrés
Les fondateurs des clubs allemands firent souvent preuve d'originalité en ajoutant à leur patronyme un terme spécifique. Plusieurs avaient une consonance "patriotique" qui se comprend d'autant mieux si l'on se replace dans le contexte de l'Empire allemand de 1871 à 1918.
- Alemannia = forme latine d'Allemagne.
- Arminia = vient de "Arminius", Chef de tribu qui infligea une sévère défaite aux troupes romaines.
- Bavaria = forme latine de Bavière.
- Bayern = forme germanique de Bavière.
- Borussia = forme latine de Prusse.
- Britannia = Britannique (très employé à la fin du XIXe siècle, la mention fut changée lors de la Première Guerre mondiale quand les sentiments anti-britanniques se développèrent très fort).
- Deutscher = Allemand.
- Dynamo = fut aussi employé en RDA pour désigner les équipes du milieu des services de sécurité - police, police secrète, douanes[1].
- Eintracht = Harmonie, Entente, par extension d'idée "Union".
- Germania = forme latine de Germanie.
- Hertha = nom de la déesse germanique de la Terre, qui en allemand se dit "Erde".
- Kickers = de l'anglais « to kick », frapper du pied.
- Phönix = phoenix, oiseau qui selon diverses légendes renaît de ses cendres.
- Preußen = Prusse, prussien.
- Teutonia = Teuton.
- Viktoria = du nom de la déesse de la Victoire.
- Vorwärts = "en avant", "vers l'avant" (fut aussi employé en RDA pour désigner les équipes du milieu militaire[1]).
- Westfalia = Westphalie.

## Le temps des pionniers
Dans le dernier quart du XIXe siècle, l’Allemagne vit se créer de très nombreux clubs sportifs. Cela se fit au départ des grandes agglomérations comme Berlin, Hambourg, Munich mais aussi dans des régions plus reculées comme la Hesse ou la Saxe.

Empire allemand (1871-1918)

Initialement, les associations sportives qui virent le jour, furent créées par les catégories les plus aisées de la société allemande : l’aristocratie et la haute bourgeoise. Des clubs ouvriers s’ajoutèrent à la liste mais plus tard. Les conditions de vie et de travail au sein de l’Empire laissaient peu de temps et en encore moins de considération au bas peuple.
On a retrouvé trace de clubs ou d’associations pratiquant ce qui est le football actuel dès 1850, c'est-à-dire à une époque où l’Angleterre, berceau du football, était encore en train de chercher la meilleure formule et loin d’avoir défini les règles du jeu.
Le premier championnat structuré est organisé à Berlin à partir de 1890, mais plusieurs fédérations rivales s’opposent dans la capitale impériale. Les deux plus importantes étaient la Bund Deutscher Fussball Spieler (ou Fédération des joueurs de football allemands) et la Deutschen Fussball und Cricket Bund (ou Fédération allemande de Football et de Cricket).
La première de ces deux fédérations attribua semble-t-il deux titres de champion, en 1890 et 1891. Les deux fois se fut le Berliner FC Germania 1888 qui fut sacré. Ce club se réclame de nos jours comme étant le plus vieux club de football d’Allemagne (le Deutscher FC 1878 Hannover est plus ancien mais joue au… Rugby).
L’autre fédération organisa des championnats entre 1891 et 1902. À son palmarès, on lit les noms de The English FC 1890 Berlin, BTuF Club Viktoria 89 ou le Berliner FC Vorwärts 1890.
De 1896 à 1898, il y eut aussi le championnat du Allgemeiner Deutscher Sportbund.
Ces fédérations n’étaient pas les seules, ailleurs dans l’Empire des ligues régionales virent le jour. C’était la grande époque. Selon les endroits d’Allemagne, les règles appliquées n’étaient pas encore toutes identiques. Le besoin d’uniformiser et d’unifier les structures se fit sentir.

## Fondation de la DFB
En juillet 1899, à l’occasion de la Allgemeines Deutsches Sportfest à Leipzig, des responsables de la Verband Verband Leipziger Ballspiel-Vereine tentèrent d’entamer les première discussions en vue d’unifier le football allemand. Les dirigeants se retrouvèrent et poursuivirent leurs débats en septembre, toujours à Leipzig.
En novembre 1899, trois rencontres amicales (deux à Berlin, une à Karlsruhe) se déroulèrent contre une sélection anglaise. Ces prémices de matches internationaux tournèrent à la confusion des Allemands avec des défaites (2-13, 2-10 et 0-7). Ces défaites firent comprendre à de nombreux dirigeants qu’il fallait réagir. Le 4 janvier 1900, Johannes Kirmse, Président de la Verband Leipziger Ballspiel-Vereine prit l’initiative en lançant une convocation dans le Deutsche Sportnachrichten.
Ce fut ainsi que le 28 janvier 1900, une réunion se déroula à Leipzig, au restaurant Zum Mariagarten. Des clubs venus de tout l’Empire y participèrent et cela déboucha sur la constitution d’une fédération nationale : Deutscher Fußball Bund (DFB). Les historiens sont tombés d’accords sur le nombre de 86 clubs fondateurs, mais le total exact reste incertain. Le vote final se chiffra à 62 voix pour et 22 contre. Certains délégués présents représentèrent plusieurs clubs mais ne disposèrent que d’une seule voix. D’autres personnes présentes ne possédaient pas le droit de voter pour leur club.
Cette réunion d’investiture regroupa des responsables de clubs de football (dont 25 Berlinois), mais aussi de groupes de gymnastique ou d’étudiants qui avaient découvert le football durant les dix années précédentes.
Le premier président de la DFB fut Ferdinand Hüppe qui était aussi président du DFC Prague (un club de la communauté juive de Prague). Des clubs localisés en dehors des frontières de l’Empire participèrent à cette réunion de janvier 1900. Pour rappel, à l’époque, Prague faisant partie de l’Empire austro-hongrois. En plus de deux clubs praguois, deux associations alsaciennes furent fondatrices de la DFB : le FC Germania 1899 Mülhausen (Mulhouse) et le FV Strassburg (Strasbourg).

### Clubs fondateurs de la DFB
Certaines sources, documentalistes et archivistes, qu'ils soient professionnels ou des amateurs passionnés, émettent encore quelques doutes quant à la composition exactes de la réunion constitutive de la DFB. 86 clubs sont cités avec un niveau des certitude approchant les 100 %.
Les dernières interrogations concernent essentiellement des clubs dont la durée de vie ne dépassa que de quelques années la création de la fédération germanique, et pour lesquels les "traces" se sont faites très rares. N'oublions que, d'une part, cela se passa il y a plus de 110 ans et que, d'autre part, deux guerres mondiales traumatisèrent l'Europe. La Seconde Guerre mondiale ravagea complètement l'Allemagne. Quantité de "Souvenirs" et maintes autres "Archives" ne survécurent pas à ce qui fut les deux plus grandes tragédies du XXe siècle.
Certains clubs présents à Leipzig, en ce mois de janvier 1900, étaient déjà membre d'une association locale ou régionale, autonome fondée bien plus tôt.

#### Hamburg-Altonaer Bund (HAFB)
(8 clubs présents)
- Elle fut fondée en 1894 (par Altonaer FC 93, Hamburger FC 1893, FC Association 1893 et Borfelder FC 1894)

| Club                        | fondé... | disparu... | Nom actuel          | Niveau actuel          | Remarques |
| --------------------------- | -------- | ---------- | ------------------- | ---------------------- | --- |
| Altonaer FC 93              | 1893     |            | Atonaer FC 93       | Regionalliga Nord (IV) | créé sous le nom Altonaer Cricket Club 1893. |
| FC Eintracht Altonaer       | 1897     | 1902       |                     |                        | |
| Hamburger FC 1888           | 1888     | 1919       |                     |                        | fusionna avec Sport Club Germania pour former Hamburger SV. |
| SC Germania 1887            | 1887     |            | Hamburger SV        | Bundesliga (I)         | créée en 1887 par la fusion de Hohenfelder SC et Wandsbek-Marienthaler SC. Il fusionna en 1919 avec Sport Club Germania pour former Hamburger SV |
| FC Hammonia 1896 Hamburg    | 1896     | 1904       |                     |                        | créé par des étudiants du séminaire St-Georg de Frisch-Auf. Le club arrêta ses activités. |
| FC St-Georg 1895            | 1895     | ????       | SV St-Georg 1895    |                        | comme le FC Hammonia 1896, il fut créé par des étudiants du séminaire St-Georg de Frisch-Auf. S'associa de 2000 à 2007 avec Horner TV 1905, puis redevint indépendant sous le nom de SV St-Georg 1895. La dernière saison répertoriée du club est la saison 2015-2016 de Kreisliga (Groupe 5). |
| FC Victoria 1895            | 1895     |            | SC Victoria Hamburg | Oberliga Hamburg (V)   | Renommé SC Victoria Hamburg en 1908. |
| FC Association 1893 Hamburg | 1893     | 1900       |                     |                        | Le club disparut peu de temps après la création de la DFB. |

#### Deutscher Fußball & Cricket Bund (DFuCB)
(5 clubs présents)
- Elle fut fondée en 1891 - dissoute en 1902 - sur l’initiative du Berliner FC Germania 1888 qui souhaitait contrer la Bund Deutscher Fußballspieler (BDF) qui elle ne voulait pas des joueurs étrangers et surtout pas des Britanniques.

Cette BDF exista de 1890 à 1892. Elle avait été fondée par le Berliner FC Germania 1888 (considéré comme le plus vieux club allemand), Berliner FC Vorwärts 1890 (qui jouera plus tard en Bundesliga sous le nom Blau-Weiss 90 Berlin), Berliner FC Askania 1890, Berliner FC Borussia 1890, Berliner FC Concordia 1890, Berliner FC Hellas 1890, Berlminer FC Tasmania 1890 et Berliner FC Teutonia 1891.
La DFuCB connut un grand succès et le nombre ses membres augmenta rapidement :
Berliner FC Frankfurt 1885, BerlinerTuFC Viktoria 89 (futur double champion d’Allemagne), Berliner FC Vorwärts 1890, Berliner TuFC Alemannia 90, Berliner FC Stern 1889, Berliner FC Concordia 1890, Berliner TuFC Hohenzollern 1890, Berliner FC Norden 1891 (ou Berliner FC Nordstern 1891), TuFC Columbia 1891 Adlershof, Berliner Cricket Club 1883, Niederschönweider Cricket Club 1891, DFV 1878 Hannover et le The English FC 1890 Berlin. Ce dernier club alignait majoritairement des joueurs anglais.
| Club                       | fondé... | disparu... | Nom actuel        | Niveau actuel      | Remarques                                                                                      |
| -------------------------- | -------- | ---------- | ----------------- | ------------------ | ---------------------------------------------------------------------------------------------- |
| BFC Germania 1888          | 1888     |            | BFC Germania 1888 | Kreisliga B (X)    | revendique le titre de "plus vieux club d'Allemagne".                                          |
| Berliner TuFC Alemannia 90 | 1890     |            | BFC Alemannia 90  | Kreisliga B (X)    | créé sous le nom "SV Jugendlust 1890 Berlin". fusionna en 1994 avec SC Wacker 04 Berlin.       |
| Berliner FC 1893           | 1890     |            | SG Nordring       | Kreisliga C (XI)   | Après 1945, se trouva dans la partie "Est" de Berlin. adopta le nom de SG Nordring 49 en 1990. |
| BFC Hertha 1892            | 1892     |            | Hertha BSC Berlin | 2. Bundelisga (II) | fusionna en 1923 avec le Berliner SC 1899 pour former Hertha BSC Berlin.                       |
| Berliner FC Vorwärts 1890  | 1890     |            | SV Blau-Weiß 1890 | Berlin-Liga (VI)   | fusionna en 1927, avec le Berliner TuFC Union 1892 pour former le SV Blau-Weiß Berlin.         |

#### Verband Deutscher Ballspiel Vereine (VDBV)
(10 clubs présents) 
- Elle fut fondée en 1897 par Berliner FC Preussen 1894, Berliner FC Fortuna 1894, FV Brandeburg 1892, SC Argo, SC Hohenzollern Lichterfelde et Friedenauer SC 1896. Cette fédération vit le jour à la suite des querelles internes à la DFuCB.

En 1902, elle devint la Verband Ballspiel Vereine (VBV), puis en avril 1911, sous l’impulsion de Gottfried Hinze, Président de la DFB, elle fusionna avec d'autres fédérations locales ou régionales (Verband Berliner Ballspiel-Vereine (VBBV), Märkischer Fußball-Bund (MFB) et Verband Berliner Athletik-Vereine (VBAV)), pour former la Verband Brandenburgischer Ballspielvereine (VBB).
| Club                                | fondé... | disparu... | Nom actuel               | Niveau actuel          | Remarques |
| ----------------------------------- | -------- | ---------- | ------------------------ | ---------------------- | --- |
| Akademischer BC 1897 Charlottenburg | 1897     | ????       |                          |                        | Fondé par d'anciens du Akademischer Sport-Club 1893 après des litiges internes. |
| Berliner TuFC Britannia 92          | 1892     |            | BSV 92 Berlin            | Berlin-Liga (VI)       | Renommé Berliner SV 92 en 1914. Il fut reconstitué sous le nom de SG Wilmersdorf en 1945, avant de reprendre son nom d'avant-guerre en 1948. Ne doit pas être confondu avec le Berliner TuFC Union 1892.                                 |
| Berliner FC Burgund 1896            | 1896     | 1903       |                          |                        | Fusionna, en 1903, avec le Berliner FC Phönix pour former le Berliner Fussball Club Deutschland. |
| Berliner FC Concordia 1895          | 1895     |            | FC Concordia Wilhelmsruh | Bezirksliga (VIII)     | Fusionna en 1924, avec un club inconnu pour prendre le nom de BC Concordia 1895. Reconstitué en 1945 sous le nom de SG Wilhelmsruh, il prit son actuel en 1948.                                                                          |
| Berliner FC Phönix                  | 1893     | 1903       |                          |                        | Fusionna, en 1903, avec le Berliner FC Burgund 1896 pour former le Berliner Fussball Club Deutschland |
| Berliner FuCC Rapide 1893           | 1893     |            | SV Nord Wedding          | Kreisliga A (IX)       | Connu sous les appellations Berliner TundFClub Rapide ou Berliner Fußball und Cricket Club. En 1945, il s'unit avec le SC Wedding pour former la SG Schillerpark qui prit le nom de en 1948. Fusionna en 2001 avec le SV Nord-Nordstern. |
| Berliner FC Stern 1889              | 1889     |            | SV Stern Britz 1889      | Landesliga (VII)       | Dissous en 1945, il fut reconstitué en 1950 sous le nom de 1.FC Neukölln Stern. Fusionna en 1973, avec le SV Britz Süd 49. |
| Berliner FC Tasmania 1890           | 1890     | ????       |                          |                        | certaines sources l'assimilent avec le SC Tasmania 1900, mais les "années 1890 et 1900" posent question. |
| Berliner TuFC Union 1892            | 1892     | 1927       |                          |                        | Fusionna en 1927, avec le Berliner FC Vorwärts 1890 pour former le SV Blau-Weiß Berlin. |
| Berliner TuFC Viktoria 89           | 1889     |            | FC Viktoria 1889 Berlin  | NOFV-Oberliga Nord (V) | Dissous en 1945, fut reconstitué la même année sous le nom de SG Tempelhof puis prit le nom de BFC Viktoria 89 Berlin en 1947. Fusionne en 2013 avec le Lichterfelder FC Berlin pour devenir le FC Viktoria 1889 Berlin.                 |

#### Verband Südeutscher Fußball-Vereine (VSFV)
(10 clubs présents)
- Elle fut fondée en 1897 à Karlsruhe, par Frankfurter FC Germania 1894, 1.Hanauer FC 1893, Mannheimer FG 1896, FC 1896 Heilbronn, 1. FC 1896 Pforzheim, Karlsruher FV 1891, FC Phönix 1894 Karlsruhe et FC Fidelitas Karlsruhe.

| Club                         | fondé... | disparu... | Nom actuel          | Niveau actuel                  | Remarques |
| ---------------------------- | -------- | ---------- | ------------------- | ------------------------------ | --- |
| Frankfurter FC Germania 1894 | 1894     |            | VfL Germania 1894   | Gruppenliga (VII)              | En 1913, s'associa avec le Frankfurter TV 1860. Il en reprit son indépendance en 1923. En 1933, il engloba le VfL Sachsenhausen 03 (créé en 1922 par la fusion de 1.FC Sachsenhausen 03, Hellas 07 et Amicitia 1911). Dissous en 1945, il fut le premier club allemand reconstitué la même année. En 1947, il devint le VfL Germania 1894. |
| 1. Hanauer FC 1893           | 1893     |            | FC Hanau 93         | Hessenliga (V)                 | |
| Mannheimer FG 1896           | 1896     |            | VfR Mannheim        | Oberliga Baden-Württemberg (V) | fusionna en 1911 avec Mannheimer FG 1897 Union et FC Viktoria 1897 Mannheim pour former le VfR Mannheim. |
| Frankfurter FC Victoria 1899 | 1899     |            | Eintracht Frankfurt | Bundesliga                     | fusionna en 1911, avec le FV Kickers Frankfurt pour fromer Frankfurter FV Kickers-Viktoria, qui après fusion (1920), scission (1927) et enfin re-fusion (1968), devint l'Eintracht Frankfurt en 1968. |
| Freiburger FC 1897           | 1897     |            | Freiburger FC       | Landesliga (VII)               | ne doit pas être confondu avec le SC Freiburg. |
| Karlsruher FV 1891           | 1891     |            | Karlsruher FV       | Kreisklasse B (X)              | |
| FC Phönix 1894 Karlsruhe     | 1894     |            | Karlsruher SC       | 2. Bundesliga (II)             | fusionna, en 1912, avec le FC Alemannia Karlsruhe pour devenir le FC Phönix-Alemannia Karlsruhe. Fusionna en 1952, avec le VfB Mühlburg pour former le Karlsruher SC. |
| 1.FC 1896 Pforzheim          | 1896     |            | 1. CfR Pforzheim    | Oberliga Baden-Württemberg (V) | fusionna en 2010 avec le VfR Pforzheim pour devenir le 1. CfR Pforzheim |
| Pforzheimer FC Frankonia     | ????     | ????       |                     |                                | |
| Straßburger FV 1890          | 1890     |            | AS Strasbourg       | District 1 Alsace (IX)         | club fondé dans l'actuelle Strasbourg en France |

#### Verband Bremer Fußball-Vereine (VBFV)
(7 clubs présents)
- Elle fut fondée en 1899, par plusieurs clubs de la ville hanséatique de Brême : Bremer FV, Bremer SC 1891, Verein SuS 1896 Bremen, FV Germania Bremen, ASC 1898 Bremen, SC Hansa 1898 Bremen et KSV Simson Bremen.

Après la création en 1905 de la Norddeutsche Fußball-Verband (NFV), la VBFV perdit de son influence, car son champion n'avait plus accès à la phase finale du championnat national, et disparut en 1907.
| Club                    | fondé... | disparu... | Nom actuel         | Niveau actuel   | Remarques |
| ----------------------- | -------- | ---------- | ------------------ | --------------- | --- |
| Bremer SC 1891          | 1891     |            | FC Union 60 Bremen | Bremen-Liga (V) | fusionna, en 1920, avec le club gymnique d’ATV 1860 Bremen et de natation Bremer Schwimm-Club pour former ABTS Bremen. En 1929, le club en faillite est reformé sous le nom de Bremer Sportfreund. Reconstitué, en 1945, le club fusionna, en 1946, avec Allgemeinen Bremer TV pour former l’ATSV 1860 Bremen. En 1998, la section football fusionna avec Bremer BV pour former le FC Union 60 Bremen. |
| Club SuS 1896 Bremen    | 1896     | 1909       |                    |                 | |
| SC Germania 1899 Bremen | 1899     | 1900       |                    |                 | Le club disparut peu après la création de la DFB. |
| SC Hansa 1898 Bremen    | 1898     | 1901       |                    |                 | Le club disparut après deux saisons de participation au championnat de la VBFV. |
| ASC 1898 Bremen         | 1898     | 1902       |                    |                 | Ce club n'a aucun rapport avec l'ASC 1994 Bremen (football américain), ni avec l'Auto Sport-Club Bremen. |
| KSV Simson Bremen       | 1899     | 1900       |                    |                 | Le club ne joua qu'une saison dans la VBFV puis fut dissous. |
| FV Werder 1899 Bremen   | 1899     |            | SV Werder Bremen   | Bundesliga (I)  | Renommé SV Werder Bremen en 1920. Reconstitué en 1945, il fusionna avec le TV Vorwärts pour former le TuS Werder 1945 Bremen puis SV Grün-Weiß Bremen en 1946. Fin 1946, il reprit son ancien nom. |

#### Mannheimer Fußball Bund (MFB)
(4 clubs présents)
- Elle fut fondée en 1899, par cinq clubs de la ville de Mannheim : FG 1896 Mannheim, FG Germania 1897 Mannheim, FG Union 1897 Mannheim, FC Viktoria 1897 Mannheim et FV 1898 Mannheim.

| Club                        | fondé... | disparu... | Nom actuel | Niveau actuel | Remarques |
| --------------------------- | -------- | ---------- | ---------- | ------------- | --- |
| Mannheimer FC Viktoria 1897 | 1897     | 1911       |            |               | Fusionna en 1911, avec le Mannheimer FG 1896 et Union VfB Mannheim 1897 (ancien Mannheimer FG 1897 Union) pour former le VfR Mannheim. |
| Mannheimer FG Union 1897    | 1897     | 1911       |            |               | Fusionna en 1911, avec le Mannheimer FG 1896 et Mannheimer FC Viktoria 1897 pour former le VfR Mannheim.                               |
| Mannheimer FG Germania 1897 | 1897     | 1908       |            |               | Les adhérents du clubs rejoignent en 1908 l'Union VfB Mannheim 1897.                                                                   |
| Mannheimer FV 1898          | 1898     | 1900       |            |               | |

#### Clubs présents "à titre individuel"
(40 clubs)

##### Clubs du Nord
| Club                             | fondé... | disparu... | Nom actuel                   | Niveau actuel      | Remarques |
| -------------------------------- | -------- | ---------- | ---------------------------- | ------------------ | --- |
| FC Brunsviga 1896                | 1896     | 1901       |                              |                    | Dissous en 1901, la plupart de ses membres fondateurs rejoignirent un autre club local : l'Eintracht. |
| FuCC Eintracht 1895 Braunschweig | 1895     |            | Braunschweiger TSV Eintracht | 2. Bundesliga (II) | Renommé FC Eintracht Braunschweig en 1899, puis SV Eintracht Braunschweig en 1920. Dissous et reconstitué sous le nom de TSV Braunschweig en 1945, il prit son nom actuel en 1949.                               |
| FC Germania Braunschweig         | 1897     | 1907       |                              |                    | Fusionna, en 1907, avec le FC Britannia Braunschweig qui prit le nom de SV 07 Braunschweig en 1914. Ce club fusionna, en 1919, avec le FC Sportfreunde Braunschweig pour former le VfB Rot-Weiß 04 Braunschweig. |

##### Clubs de Berlin
| Club                       | fondé... | disparu... | Nom actuel            | Niveau actuel             | Remarques |
| -------------------------- | -------- | ---------- | --------------------- | ------------------------- | --- |
| Berliner SC Favorit 1896   | 1869     | 1933       |                       |                           | dissous par les Nazis en 1933, il céda son terrain au Pankower 1908 SC. Le club fut reconstitué en 1945 sous le nom de SG Nordbahn, puis prit le nom de VfL Nord en 1947. En 1961, le Mur de Berlin isola le Pankowers SC à l’Est. Le VfL Nord fusionna alors avec BFC Nordstern 07 pour former SV Nord-Nordstern 1896. En 2001, fusion avec SC Wedding-Rapide pour former le SV Nord Wedding 1893 |
| Berliner FC Fortuna 1894   | 1894     | 1914       |                       |                           | Fusionna en 1914 avec le Berliner TuFC Britannia 1892 pour former le Berliner SV 92. |
| Berliner FC Frankfurt 1885 | 1885     | 1901       |                       |                           | dissous vers 1901, la majorité de ses membres rejoignirent le Berliner TuFC Union 1892. |
| Berliner FC Preussen 1894  | 1894     |            | BFC Preussen 1894     | Regionalliga Nordost (IV) | |
| Berliner SC Komet 1899     | 1899     | vers 1939  |                       |                           | dissous vers la fin des années 1930. |
| Friedenau SC Excelsior     | ????     | ????       |                       |                           | |
| Berliner FC Columbia 1896  | ????     | ????       |                       |                           | |
| Berliner ThuFC Toscana     | ????     | ????       |                       |                           | |
| Berliner FuCC Deutschland  | ????     | ????       |                       |                           | |
| VfB 1893 Pankow            | 1893     |            | VfB Einheit zu Pankow | Bezirksliga (VIII)        | Reconstitué en 1945, ce club fut localisé en RDA à partir de 1949. En 1951, presque tous ses membres rejoignirent le secteur de Belin-Est où ils refondèrent un VfB Pankow. La réunion, en 1991 du club resté à l'Est et de celui reformé à l'Ouest donna le club actuel. |

##### Clubs du Centre et de l'Est
Note : La grande majorité des clubs repris dans la liste ci-dessous entrèrent par la suite dans une fédération régionale. Les clubs de Saxe, de Saxe-Anhalt et de Thuringe formèrent la Verband Mitteldeutscher Ballspiel-Vereine (VMBV) le 26 décembre 1900. Les clubs du Sud-Est (essentiellement la province de Silésie) créèrent la Südostdeutscher Fußballverband (SOFV) en 1906.
| Club                                   | fondé... | disparu... | Nom actuel                | Niveau actuel                | Remarques |
| -------------------------------------- | -------- | ---------- | ------------------------- | ---------------------------- | --- |
| SV Blitz 1897 Breslau                  | 1897     | 1945       |                           |                              | En 1901, le club se scinda en deux entités différentes : le SV Blitz (qui devint VfR 1897 Breslau en 1907 et le SC Schlesien Breslau). En 1934, les deux clubs refusionnèrent sous le nom VfR Schlesien 1897 Breslau. Le club fut dissous en 1945.         |
| Chemnitzer SC Britannia                | 1899     | 1933       |                           |                              | Fusionna en 1933 avec le SC Sachsen 1909 Chemnitz, mais ce club ne put éviter la faillite. |
| Dresdner SG 1893                       | 1893     |            | SpVgg Dresden-Löbtau 1893 | Stadtoberliga Dresden (VIII) | |
| Dresdner SC 1898                       | 1898     |            | Dresdner SC               | Sachsenliga (VI)             | |
| SC Erfurt 1895                         | 1895     |            | FC Rot-Weiß Erfurt        | Regionalliga Nordost (IV)    | |
| Leipziger BC 1893                      | 1893     | 1945       |                           |                              | Dissous en 1945, il ne fut jamais reconstitué. |
| FC Lipsia 1893 Leipzig                 | 1893     |            | SV Lipsia 93              | Sachsenliga (VI)             | Fusionna avec le FV Olympia en 1903. |
| FC Olympia 1896 Leipzig                | 1896     |            | SG Olympia 1896 Leipzig   | Stadtliga Leipzig (VIII)     | Porta différents noms durant son existence. |
| VfB Sportbrüder 1893 Leipzig           | 1896     | 2004       |                           |                              | Constitué par fusion en 1898, ce club se rescinda quelques mois après la création de la DFB. Des deux clubs concernés, le SC Sportbrüder Leipzig eut une histoire moins riche que le VfB Leipzig.                                                          |
| FC Wacker 1895 Leipzig                 | 1895     | 1945       |                           |                              | Renommé SC Wacker Leipzig en 1918, le club évolua jusqu’en 1945. Le club fut reconstitué sous l’appellation SG Motor Gohlis-Nord Leipzig. On perd sa trace dans les années 1960.                                                                           |
| Magdeburger FC Viktoria 1896           | 1896     | 1937       |                           |                              | Renommé en SV Viktoria 96 Magdeburg en 1912, le club disparut après faillite en 1937. En 2008, un club fut reconstitué sous la même appellation, mais il renonça en 2009, faute d’argent.                                                                  |
| Magdeburger FuCC Cricket-Viktoria 1897 | 1897     | 1952       |                           |                              | Le club fut reconstitué en 1945 sous l’appellation SG Magdeburg-Anhalt. En 1952, sa section football fut englobée dans le BSG Aufbau Börde Magdeburg. |
| SC Naumburg                            | 1899     | 1908       |                           |                              | |
| Mittweidaer BC 1896                    | 1896     | 1945       |                           |                              | Le club fut dissous par les Alliés en 1945 et ne fut jamais reconstitué. |
| FC Germania 1899 Mühlhausen            | 1899     |            | FC Union Mühlhausen       | Landesklasse (VII)           | Fusionna en 1913 avec le FC 1901 Teutonia Mühlhausen pour former le SV 1899 Mühlhausen. Trois clubs furent reconstitués : Mühlhausen en 1945. En 1972, deux d’entre eux, le BSG Post et le BSG Motor furent fusionnés pour former le BSG Union Mühlhausen. |
| Ascherlebener SC 1898                  | 1898     | vers 1900  |                           |                              | |
| Hallescher FC 1896                     | 1896     |            | VfL 1896 Halle            | NOFV-Oberliga Süd (V)        | |

##### Clubs du Sud
| Club                      | fondé... | disparu... | Nom actuel              | Niveau actuel     | Remarques |
| ------------------------- | -------- | ---------- | ----------------------- | ----------------- | --- |
| 1. Bockenheimer FC 1899   | 1899     | 1901       |                         |                   | Dissous après la perte de son terrain et de plusieurs de ses membres enrôlés dans l’armée. |
| Frankfurter FC 1899       | 1899     |            | Eintracht Frankfurt     | Bundesliga (I)    | fusionna le 28/11/1900 avec le Frankfurter FC Kickers 1899 pour former Frankfurter FC 1899 Kickers. Le club prit le nom de FV Kickers Frankfurt en 1904 puis fusionna, en 1911, avec le Frankfurter FC Vikotria 1899 pour former le Frankfurter FV Kickers-Viktoria. |
| FC Viktoria 1894 Hanau    | 1894     | 1924       |                         |                   | Fusionna en 1924 avec Sport 1860 Hanau pour former le SV 60/94 Hanau. |
| Hanauer FG 1899           | 1899     | après 1906 |                         |                   | |
| Karlsruher FC Südstadt    | 1896     |            | Post Südstadt Karlsruhe | Kreisklasse B (X) | Le club prit le nom de VfB Südstadt 1896 qui rejoignit une ligue ouvrière en 1924. Interdit par les Nazis dès 1933, le club fut reconstitué après la guerre. En 2001, il fusionna avec le Postsportverein Karlrsruhe.                                                |
| FC Bavaria 1899 München   | 1899     | ????       |                         |                   | |
| 1. Münchner FC 1896       | 1899     | 1910       |                         |                   | |
| FC Nordstern 1896 München | 1896     | 1902       |                         |                   | |

##### Clubs en dehors des frontières de l'Allemagne actuelle
| Club                       | fondé... | disparu... | Nom actuel | Niveau actuel | Remarques |
| -------------------------- | -------- | ---------- | ---------- | ------------- | --- |
| Deutscher FC 1892 Prag     | 1892     | 1939       |            |               | Après l’entrée des troupes nazies en Tchécoslovaquie, le club qui était celui de la communauté juive de Prague fut déclaré interdit et fut dissous. |
| Deutscher FC Germania Prag | 1899     | 1903       |            |               | Dissous en 1903 en raison de problèmes financiers.                                                                                                  |

## Création du championnat national

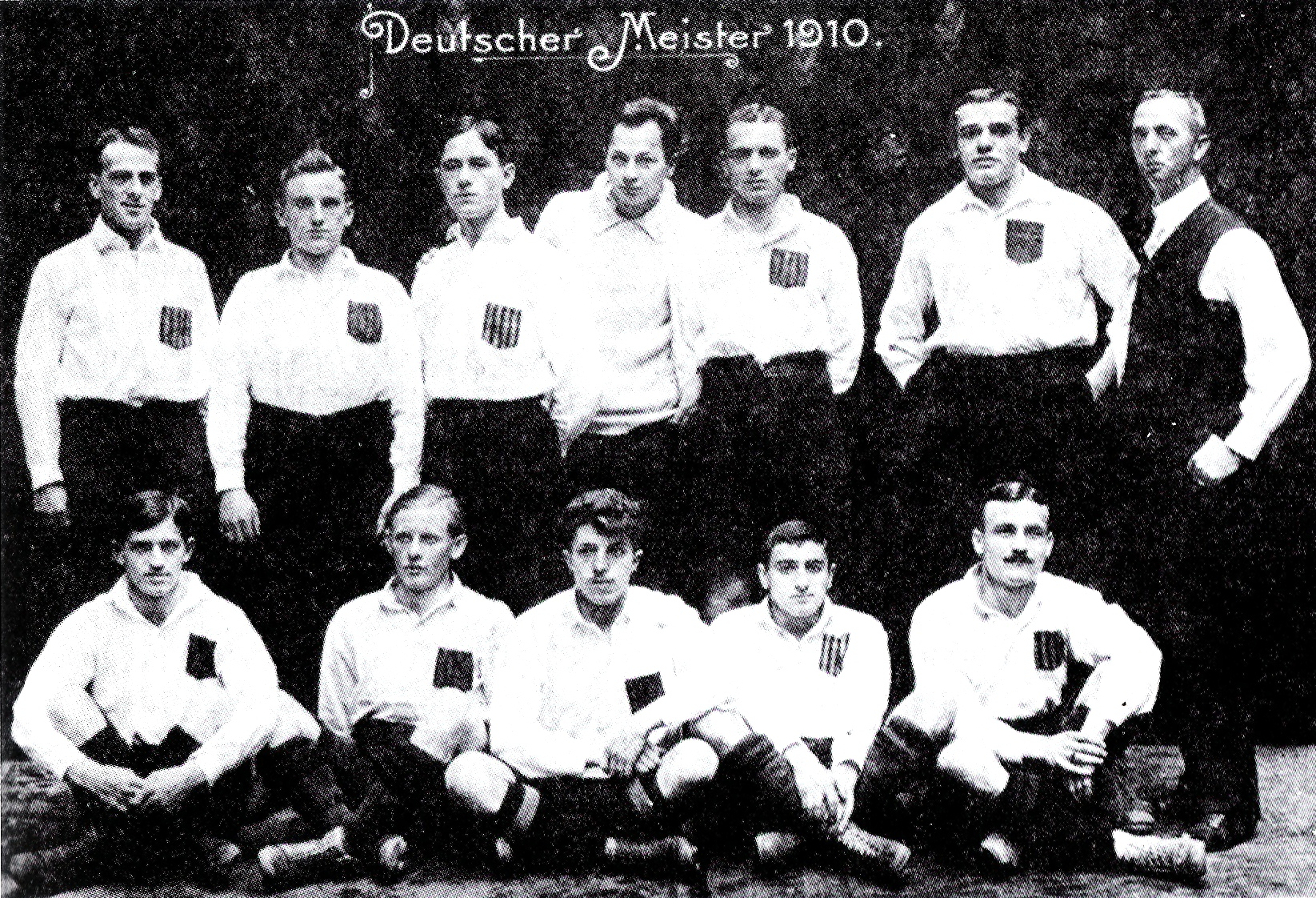
L'équipe du Karlsruher FV championne d'Allemagne en 1910

Lors de la saison 1902-1903, la DFB mit sur pied le premier championnat national officiel. Cette compétition fut organisée selon un principe qui resta la marque de fabrique du championnat allemand pour les 60 ans à suivre. Les clubs disputaient leur championnat régional ensuite, une phase finale regroupait les champions.
En 1903, la DFB chapeautait plus ou moins 150 équipes réparties dans une trentaine de ligues et sous-ligues régionales. Les plus grosses de ces associations régionales étaient Brandenburg-Berlin, Centre (aujourd'hui Saxe, Saxe-Anhalt, Thuringe), Sud (aujourd'hui Bavière, Baden-Württemberg, Hesse du Sud, Sarre, Rhénanie-Palatinat, Palatinat, Région de la Moselle, Alsace-Lorraine) et Ouest (aujourd'hui Rhénanie du Nord-Westphalie, Hesse du Nord et du Centre, Basse-Saxe du Sud, et la région d'Osnabrück).
La première phase finale, jouée par match à élimination directe, ne regroupa que sept clubs. La DFB fit jouer les matches sur terrain neutre, mais cela n’avéra guère un succès, en grande partie à cause des difficultés financières connues par les clubs. Un club (semble-t-il le FV Werder Bremen[réf. nécessaire]) déclara forfait avant de jouer.
Le premier champion d’Allemagne fut le VfB Leipzig qui remporta la toute première finale contre le DFC Prague. Cette première apothéose eut lieu à l’Exerzierplatz d’Altona, le stade du Altonaer FC 93, dans la banlieue de Hambourg.
L’Histoire raconte que les joueurs praguois profitèrent un peu trop des largesses des nuits de la ville portuaire hanséatique et se présentèrent sur le terrain d’un certain état de fatigue. Le coup d’envoi fut retardé de près d’une demi-heure, mais pas à cause de Prague mais de par l’absence d’un ballon. Finalement ce fut le club local qui prêta le précieux cuir. Au repos, le score était de (1-1), Leipzig répondant au but d’ouverture du DFC. En seconde période, le VfB Leipzig se détacha largement (7-2) et enleva le premier titre.
Plusieurs autres anecdotes rappellent la particularité de ces temps héroïques, comme le forfait infligé au Karlsruher FV. Ce club devait affronter, à Munich, le DFC Prague en quarts de finale. Les Praguois insistèrent pour jouer à domicile, ce que Karlsruhe refusa. Prise par le temps, la DFB qualifia les deux formations pour les demi-finales (il n’y avait que trois matches de quarts de finale prévus en raison du forfait cité plus haut). Cette demi-finale fut programmée le 17 mai 1903 à Leipzig. Présent à temps et à heure, le DFC Prague attendit en vain l’arrivée du Karlsruher FV. Celui-ci avait reçu un télégramme indiquant une mauvaise date. Était-ce une erreur de la DFB ou un faux télégramme, l’affaire ne fut jamais élucidée. Prague atteignit la finale sans avoir joué la moindre minute de la phase finale !
Le championnat n’était pas encore au bout de ses surprises. En 1904, le titre ne fut pas attribué. La raison en est une plainte déposée par le Karlsruher FV. Ce club, éliminé (6-1) en quarts de finale par le Berliner TuFC Britannia 92 s’estima lésé d’avoir dû se déplacer dans la capitale. La DFB Se réunit le 29 mai 1904, soit le matin même de la finale (qui devait opposer le VfB Leipzig au Britannia 92). Elle décida que « la finale ne se jouerait pas car les règles de neutralité de terrain n’avait pas été respectées durant le tour final ».

### Spécificité allemande
Le football allemand, sa fédération et son championnat s’articulèrent et se développèrent selon une structure qui s’avéra sa plus grande spécificité : une ramification régionale initiale importante.
Dans presque tous les autres pays, sous la fédération nationale principale (celle reconnue par la FIFA) s’installa une certaine hiérarchie (par exemple, les districts en France, ou en Belgique les ententes qui devinrent Comités provinciaux). Pratiquement partout dans le monde, la fédération créa une ligue dite nationale qui fut l’équivalent actuel de sa Division 1 et ensuite vinrent les niveaux inférieurs de la pyramide. En Allemagne, ce fut le contraire. On eut d’abord des fédérations régionales, avec leur(s) propre(s) ligue(s), puis seulement une Fédération nationale et bien plus tard encore (près de 80 ans par rapport aux premières fédérations locales), une ligue nationale unique.

### Fédérations régionales participant au championnat national
Entre parenthèses la saison d’apparition, attention qu’au fil du temps, plusieurs fédérations régionales se scindèrent ou que d’autres fusionnèrent. Toutes les fédérations régionales ne participèrent donc pas nécessairement en même temps. En 1904-05, il y eut 11 régions représentées au tour final, alors qu’en 1906-07, il n’y eut que 6. Dans la grande majorité des saisons, 8 régions déléguèrent leur champion.

#### De 1903 à 1914
- Verband Berliner Ballspielvereine (de) (VBB) (1902-1903)
- Märkischer Fußball-Bund (de) (MFB) (1902-1903)[4]
- Fédération de football d'Allemagne centrale (VMBV) (1902-1903)[5]
- Verband Hamburg-Altonaer Fußballclubs (de) (VHAF) (1902-1903)
- Verband Süddeutscher Fußball-Vereine (de) (VSFV) (1902-1903)
- Verband Magdeburger Ballspiel-Vereine (de) (VMaBV) (1903-1904)
- Verband Hannoverscher Fußball-Vereine (de) (VHFV) (1903-1904)
- Verband Casseler Ballspielvereine (de) (VCB) (1903-1904)
- Reinisch-Westfälischer Spielverband (RWSV) (1903-1904)
- Fußballbund für das Herzogtum Braunschweig (de) (FfdHB) (1904-1905)
- Verband Breslauer Ballspiel-Vereine (de) (VBBV) (1904-1905)
- Verband Niederlausitzer Ballspiel-Vereine (de) (NBSV) (1904-1905)
- Fédération sud-est-allemande de football (SOFV) (1905-1906)
- Baltischer Rasensport-Verband (BRV) (1907-1908)
- Nordeutscher Fußball Verband (NFV) (1908-1909)
- Westdeutscher Spiel-Verband (de) (WSV) (1908-1909)
- Verband Brandenburgischer Ballspielvereine (de) (VBBSV) (1911-1912)

En raison de la Première Guerre mondiale, le championnat s’arrêta à la fin de la saison 1913-1914 et ne reprit que lors de la saison 1920-1921.

#### De 1920 à 1924

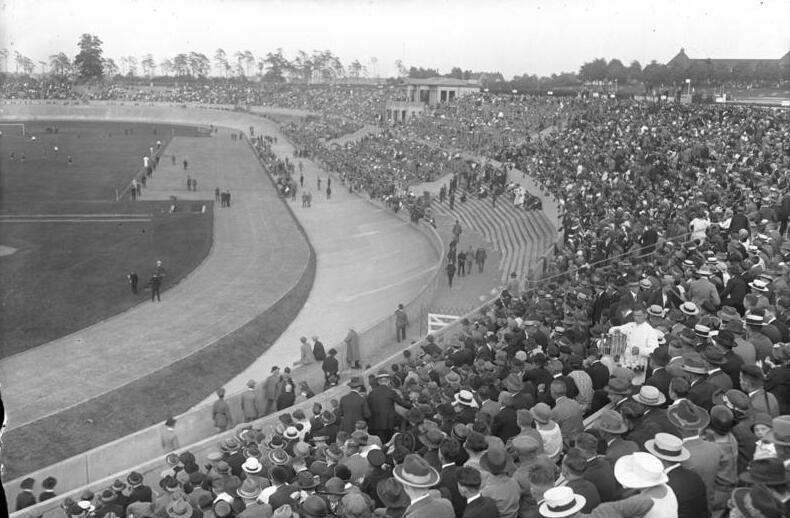
Finale du championnat en 1924

En 1919, la DFB dénombrait 150 000 affiliés.
De 1920 à la fin de la saison 1923-1924, la phase finale du championnat compta sept ou huit participants, selon que le tenant du titre fut champion de sa région ou non. Certaines ligues n’existèrent plus car à la suite du Traité de Versailles, certaines régions (Alsace, région frontalières polonaises, la ville libre de Dantzig…) ne faisaient plus partie du pays. L’Allemagne était désormais sous le régime de la République de Weimar. On ne vit aucune nouvelle région participer à la phase finale.
Comme en 1904, le titre de 1922 ne fut pas attribué. La cause se trouva dans la particularité de la finale qui opposa Hambourg SV au 1. FC Nuremberg, grand dominateur de cette période. Après 2 prolongations (soit 189 minutes de jeu), le score resta de 2-2. Le match fut rejoué. Le score était de 1-1 quand, en cours de prolongation, Nuremberg n'eut plus que 7 joueurs sur le terrain. L'arbitre arrêta la partie. La DFB déclara Hambourg champion. Mais celui-ci, « sportivement » refusa le titre. Peu après, le « HSV » fit marche arrière en affirmant que son refus initial avait été fait sur insistance de la DFB. Celle-ci nia fermement être intervenue. Dans son palmarès officiel, la DFB n'attribue pas le titre « 1922 ».

#### De 1925 à 1933
En vue de la saison 1924-1925, la DFB apporta un changement important à l’organisation de son championnat. Désormais, seize équipes participèrent à la phase finale. Certaines ligues régionales comptèrent plusieurs représentants (champion, vice-champion et parfois une 3e équipe). Dans certaines ligues régionales, les critères de qualification variaient et, par exemple, le simple gain de la Coupe régionale suffisait.
Voici la répartition des qualifiés en 1924-25 :
- Verband Süddeutscher Fussballvereine et Westdeutscher Spielverband : 3 qualifiés.
- Nordeutscher Fussball-Verband, Sudostdeutscher Fussballverband, Verband Brandenburgischer Ballspielvereine, Baltischer Rasensport Verband et Verband Mitteldeutscher Ballspielvereine : 2 qualifiés.

La fin des années 1920 et le début des années 1930 virent s’affronter deux courant d’idées : amateurisme ou professionnalisme. La DFB et la ligue de l’Ouest (WSV) étaient favorables au premier alors que la Ligue du Sud (VSFV) n’avait pas d’objections envers le deuxième.
La grave crise économique qui débuta en 1929 avec le Krach boursier apporta de l’eau au moulin des partisans de l’amateurisme. Les clubs connurent des difficultés alors que les assistances aux matches furent en net recul. Symptômes parmi d’autres de la crise latente, pénalisées par leur éloignement géographique, plusieurs équipes de la Ligue baltique (BRV) auraient souhaité rejoindre la ligue berlinoise (VBB)
En 1932, la DFB comptabilisait plus d’un million d’affiliés.
Le tour final de la saison 1932-1933 se déroula en mai, soit trois mois après la victoire d’Adolf Hitler et de son NSDAP aux élections législatives.

## LesGauligen(1933-1945)

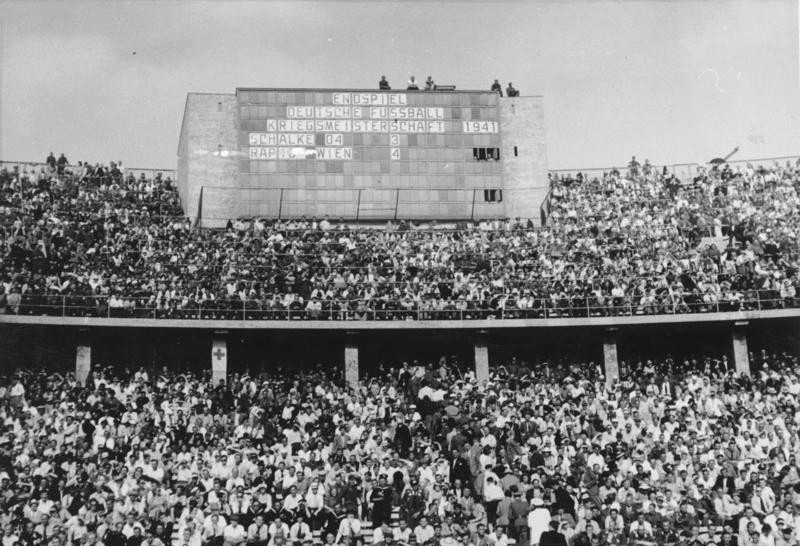
Finale du championnat en 1941 entre Rapid Vienne et Schalke 04

Le pouvoir nazi avait compris l’importance déjà croissante du sport auprès de l’opinion publique et surtout l’usage perfide qu’ils pouvaient tirer des activités sportives. Celles-ci devinrent un outil de propagande. Les associations d’obédience communiste furent immédiatement interdites, et peu après ce furent les autres ligues ouvrières. Les fédérations anciennement étiquetées sociales-démocrates et religieuses eurent leur tour. Tout au plus leur fut-il laissé le temps de se mettre en ordre. Comprendre : se "nazifier" ou disparaître.
Les clubs se virent interdire d’avoir des membres de confession juive. Certains clubs comme Alemannia Aachen ou le Bayern Munich bravèrent ce racisme primaire et tentèrent de protéger leurs membres juifs autant que possible.
Un ministère des sports, le DRL fut institué avec à sa tête un officier des S.A., Hans von Tschammer. La DFB fut très vite incorporée dans cette "Fédération du Reich pour les exercices physiques" (Reichsbund für Leibesübungen) sous le nom de Fachamt Fußball (Bureau spécial du football) et vit ainsi ses pouvoirs et prérogatives pratiquement réduites à néant. Les compétitions de football furent réorganisées selon la volonté du régime hitlérien. Ce fut la création des Gauligen. L’Allemagne fut administrativement réorganisée. Les anciennes composantes de la République de Weimar (États-Libres, Villes-Libres ou provinces prussiennes) cédèrent la place à des Gaue. Chaque Gau se vit doter d’une Gauliga. Ces ligues restèrent amateurs car l’idéologie nazie était farouchement opposée au principe du professionnalisme. Le président de la DFB, Felix Linnemann, partisan des Nazis tenta de créer une ligue professionnelle unique, la Reichsliga. L’idée qui avait déjà été repoussée par les différentes fédérations régionales avant le triste avènement du Nazisme, n’eut donc pas plus de succès une fois Hitler au pouvoir.
Seize ligues furent créées en 1933. Au fil des évolutions politico-diplomatiques (Accords de Munich), puis de la Seconde Guerre mondiale, d’autres ligues vinrent s’ajouter ou des ligues existantes furent scindées. En 1944, 29 Gauligen différentes étaient en activité.
Ce fut durant cette même période trouble et troublée que fut créée, en 1935, la Tschammer Pokal, l’ancêtre de l’actuelle DFB-Pokal.

## La DFB portée disparue
La fédération allemande de football déjà vidée de sa substance par le régime nazi et rendue parfaitement inutile finit par disparaitre complètement. Dès que la capitulation de l'Allemagne hitlérienne fut entérinée en mai 1945, les Alliés entamèrent la "dénazification" du pays. Parmi les mesures prises pour purger l’Allemagne des extrémistes, il y eut la dissolution de toutes les associations et/ou clubs existants. Toute la structure sportive (qui avait été articulée et gérée autour et par le NSRL) dut être restaurée sur des bases saines.
En l'absence de la DFB les activités du football reprirent malgré tout dès 1945. La pratique resta étroitement surveillée dans les parties Nord et Est du pays ainsi que dans l'ancienne capitale du IIIe Reich. Par contre, dans la zone Sud (celle de la zone d’occupation américaine), des compétitions reprirent assez rapidement. Ainsi le Bayern de Munich rejoua seulement six semaines après la fin de la guerre.
Au niveau national, le premier championnat officiel redémarra en 1947.

## LesOberligen(1947-1963)
Dans une grande majorité, les anciennes associations retrouvèrent leur statut d’avant 1933. Les clubs dissous en 1945 furent reconstitués en assez grand nombre, dans le courant de cette même année. Si certains ne réapparurent plus, ce fut essentiellement par suite de fusions locales.
Les équipes de la Sarre vécurent la situation particulière liée au statut de leur région. Le 1FC Saarbrück joua une saison avec la D2 française et demanda son affiliation à la Fédération française de football. Celle-ci fut refusée par les clubs professionnels français. Finalement, le club rejoignit la ligue de Sarre dont il fut champion. D’ailleurs, ce fut pour cela qu’il participa à la première édition de la Coupe d’Europe des clubs champions.. La Sarre devint un land de la République fédérale d’Allemagne en 1957.
L’ensemble du football allemand resta dans un semblant de léthargie jusqu’en 1947, année où les compétitions officielles reprirent sur l’ensemble du territoire. Six ligues régionales supérieures, les Oberligen, furent constituées :
- Oberliga Nord (en zone britannique)
- Oberliga Ouest (en zone britannique)
- Oberliga Sud-Ouest (en en zone française)
- Oberliga Sud (en zone américaine)
- Oberliga Berlin

Le championnat 1947-1948 vit s’affronter en phase finale huit équipes : deux pour la zone britannique, deux pour la zone française, deux pour la zone américaine, une pour Berlin et une pour la zone soviétique.
Comble de l’ironie, le premier championnat officiel d’après-guerre fut remporté par le 1. FC Nuremberg (2-1, devant le 1. FC Kaiserslautern). La ville de Nuremberg fut celle qui avait vécu les premiers rassemblements massifs du mouvement nazis, et avait été choisie pour être le théâtre, en 1945, du procès des criminels de guerre du régime hitlérien.
Ce titre 1948 ne fut couronné d’aucun trophée. L’ancienne coupe dite trophée Viktoria, en service depuis 1903, avait disparu. Mais surtout, on considéra qu'elle rappelait trop le nazisme. En 1949, un nouveau trophée fut mis en jeu. Il l’est toujours de nos jours. Ce fut le Meister Schale, surnommé parfois die Salatschüssel, le « plat à salade ».
Le trophée Viktoria fut retrouvé dans le coffre d’une banque de République démocratique allemande. Il y avait été déposé par un supporter de Dresdner SC (son dernier vainqueur en 1944) qui voulait la protéger. Cette coupe est depuis retournée au siège de la DFB.
La Seconde Guerre mondiale ayant rapidement laissé la place à la guerre froide, la zone d'occupation soviétique (y compris le secteur de Berlin-Est) devint la République démocratique allemande le 7 octobre 1949. C'est le Deutscher Sportausschuss (Comité allemand des Sports) fondé en 1948 qui administra le football est-allemand dans un premier temps. La Fédération d'Allemagne de l'Est de football (Deutscher Fußball-Verband) ne prit en effet le relai de la section football du Deutscher Sportausschuss qu'une décennie plus tard lors de sa fondation en 1958. La plus haute division en Allemagne de l'est fut la DDR-Oberliga (ce terme est générique, car elle porta plusieurs appellations).

## Le retour de la DFB, du miracle de Berne à la Bundesliga
A l'ouest, la DFB fut reconstituée le 1er juillet 1949, quelques semaines seulement après la fondation de la RFA. Elle retrouva son affiliation à la FIFA le 22 septembre 1950.
En 1953, la DFB relança la Coupe d’Allemagne désormais appelée DFB-Pokal. Son premier vainqueur en fut le Rot-Weiss Essen.
En 1954, l’Allemagne de l’Ouest remporta à la surprise générale le premier titre mondial de son Histoire. Lors de la Coupe du monde jouée en Suisse. Menée (0-2), la Nationalmannschaft gagne la finale (3-2), contre la Hongrie, alors qu’au premier tour les Magyars avaient écrasé les Allemands (8-3). Ce succès resta dans l’Histoire comme le Miracle de Berne (en allemand : Das Wunder von Bern). Cette victoire allemande eut l’effet d’un coup de fouet positif sur une population allemande, courageuse, mais qui se remettait durement des affres causées par le Régime nazi, et de l’image épouvantable que le monde avait désormais d’elle. L’engouement dans le monde du football fut extraordinaire et contribua à relancer ce sport en Allemagne.
Les souhaits d’une ligue nationale refirent surface. Le sélectionneur national Sepp Herberger déclara : « Si nous souhaitons rester compétitifs sur le plan international, nous devons nous doter de structures professionnelles ». Il ne fut pas entendu et les ligues régionales eurent à nouveau le dernier mot. Le football allemand resta amateur, même si dans le chef des plus grands clubs, on pouvait parler d’un statut semi-professionnel.
Quelque temps plus tard, les dirigeants de la DFB déchantèrent. Lors de la Coupe du monde 1958 en Suède, l’Allemagne fut battue en demi-finales par le pays organisateur. La Nationalmannschaft ne termina finalement 4e derrière la France.
Ensuite, la fédération allemande bouda la première édition du Championnat d'Europe de football, en 1960, sous le curieux prétexte que la compétition n’était pas intéressante faute d’opposition valable ! En fait, des craintes quant à la qualité de la Nationalmannschaft s’étaient installées. Celles-ci se confirmèrent lors de la Coupe du monde 1962 au Chili. La R.F.A fut éliminée en quarts de finale par la Yougoslavie.
Il y eut un parfum de crise au sein de la DFB et du football allemand. Il fallait réagir. L’équipe nationale plafonnait et les clubs allemands n’avaient encore rien prouvé lors des premières compétitions européennes. En 1960, l’Eintracht Francfort avait bien atteint la finale de la Coupe d’Europe des Clubs champions., mais à Glasgow, il avait été étrillé (3-7) par le Real Madrid. Repoussée plusieurs fois, la création d’une ligue nationale unique et…professionnelle fut à nouveau envisagée.

## La Bundesliga
Sous l’impulsion de son nouveau président, fraîchement élu, Hermann Gösmann, la DFB remit le dossier Ligue nationale à l’ordre du jour et en fit une priorité. Cette fois, les ligues régionales s’inclinèrent devant ce qui était une nécessité nationale et en se doutant que les clubs les plus riches risquaient tôt ou tard de faire sécession, en cas de blocage prolongé inutilement stérile. Le 28 juillet 1962, à la suite d'une réunion tenue à Dortmund, la fédération allemande décida la constitution d’une ligue nationale unique. Celle-ci reçut le nom de Ligue fédérale, en allemand Bundesliga. La première saison fut fixée à l’exercice 1963-1964. Le modèle de fonctionnement choisi se basa sur la Ligue anglaise, créée en 1888 (matches aller/retour, attribution de points et titre au premier classé).
Quarante-six clubs posèrent leur candidature pour entrer dans la Bundesliga, qui ne prévoyait que seize équipes. Les élus furent choisis sur base de critères sportifs, mais aussi économiques car la ligue unique se voulait purement professionnelle. Les ligues régionales conservèrent un petit droit d’ingérence, en réclamant l’une ou l’autre place. Évidemment, certaines amitiés ou arrangements firent parler d’eux quant au choix d’une équipe par rapport à une autre. Mais finalement, si certains noms étonnent de nos jours, dans leur grande majorité, à l’époque, les clubs fondateurs de la Bundesliga ne souffraient guère de contestation.

### Désignation des clubs fondateurs de la Bundesliga
La méthode choisie pour désigner les clubs appelés à créer la nouvelle ligue s’avéra assez complexe. Un  système de points en rapport avec les dix dernières saisons fut appliqué. Les classements de 1952 à 1955 eurent valeur de 1. Les saisons 1956 à 1959 comptèrent double alors que les exercices 1960 à 1963 valurent triple. Une première place dans son Oberliga valait 16 points, la 16e place ne rapportait qu’un point. Les participations en phase finale du championnat durant la période 1952-1963, tout comme les prestations en DFB-Pokal rapportèrent également des points.
Les champions des cinq Oberligen de la saison 1962-1963 furent qualifiés d’office pour la Bundesliga.
Faisant suite à cette comptabilité, la DFB publia le 11 janvier 1963, une liste de neuf clubs déjà assurés de leur place dans la nouvelle ligue. Pour les sept accessits restant, la liste des candidats fut réduite à vingt clubs.
Les clubs d’une même Oberliga séparés de moins de 50 points furent considérés comme ex-aequo et le classement final de 1962-1963 fut déterminant.

### Les clubs fondateurs de la Bundesliga
- Oberliga Nord (3 places)

Huit clubs étaient candidats. Le 11 janvier 1963, Hamburger SV et le SV Werder Bremen furent assurés d’être repris. La troisième place fut attribuée l’Eintracht Braunschweig. Le club n’était que 7e dans le classement établit pour cette l’Oberliga. Mais comme moins de 50 points séparait les candidats, le championnat 1962–1963 fut déterminant. Braunschsweig (3e) devança le VfL Osnabrück (seulement 7e).
| Place | Clubs                  | Points | Classement 1962-1963 | Remarques                      |
| ----- | ---------------------- | ------ | -------------------- | ------------------------------ |
| 1     | Hamburger SV           | 518    | 1er                  |                                |
| 2     | SV Werder Bremen       | 396    | 2e                   |                                |
| 3     | VfL Osnabrück          | 313    | 7e                   |                                |
| 4     | Hanovre 96             | 309    | 9e                   |                                |
| 5     | FC St Pauli            | 303    | 6e                   |                                |
| 6     | Holstein Kiel          | 294    | 5e                   |                                |
| 7     | Eintracht Braunschweig | 276    | 3e                   |                                |
| 8     | SV Arminia Hanovre     | 103    | 10e                  | éliminé dès le 11 janvier 1963 |

- Vertragsliga Berlin (1 place)

Trois clubs étaient candidats. Le Hertha BSC Berlin fut assuré de sa place dès le 11 janvier 1963.
| Place | Clubs                   | Points | Classement 1962-1963 | Remarques                      |
| ----- | ----------------------- | ------ | -------------------- | ------------------------------ |
| 1     | Hertha BSC Berlin       | 346    | 1er                  |                                |
| 2     | SC Tasmania 1900 Berlin | 324    | 2e                   | éliminé dès le 11 janvier 1963 |
| 3     | Viktoria 89 Berlin      | 318    | 9e                   | éliminé dès le 11 janvier 1963 |

- Oberliga West (5 places)

Tous les clubs de cette Oberliga (excepté le TSV Marl-Hüls) étaient candidats. Le 11 janvier 1963, le Borussia Dortmund, le 1. FC Köln et FC Schalke 04 furent assurés d’être repris. Les deux derniers accessits allèrent au Meidericher SV et au SC Preussen Münster. Ces deux équipes étaient devancées par Alemannia Aachen mais moins de 50 points les séparaient. Le classement final de 1962-1963 fut déterminant.
| Place | Clubs                    | Points | Classement 1962-1963 | Remarques                      |
| ----- | ------------------------ | ------ | -------------------- | ------------------------------ |
| 1     | 1. FC Köln               | 466    | 1er                  |                                |
| 2     | Borussia Dortmund        | 440    | 2e                   |                                |
| 3     | FC Schalke 04            | 313    | 6e                   |                                |
| 4     | Alemannia Aachen         | 285    | 5e                   |                                |
| 5     | SC Preussen Münster      | 251    | 4e                   |                                |
| 6     | Meidericher SV           | 250    | 3e                   |                                |
| 7     | Fortuna Düsseldorf       | 225    | 13e                  |                                |
| 8     | Westfalia 05 Herne       | 222    | 14e                  |                                |
| 9     | Viktoria Cologne         | 201    | 8e                   | éliminé dès le 11 janvier 1963 |
| 10    | Schwarz-Weiß Essen       | 167    | 7e                   | éliminé dès le 11 janvier 1963 |
| 11    | Rot-Weiß Oberhausen      | 154    | 10e                  | éliminé dès le 11 janvier 1963 |
| 12    | Borussia Mönchengladbach | 155    | 11e                  | éliminé dès le 11 janvier 1963 |
| 13    | Hamborn 07               | 101    | 12e                  | éliminé dès le 11 janvier 1963 |
| 14    | Bayer Leverkusen         | 88     | 9e                   | éliminé dès le 11 janvier 1963 |
| 15    | Wuppertaler SV           | 52     | 15e                  | éliminé dès le 11 janvier 1963 |

- Oberliga Südwest (2 places)

Sept clubs furent candidats. Le  1FC Kaiserslautern fut assuré de sa place dès le 11 janvier 1963. L’autre accessits alla au 1. FC Saarbrücken qui termina ne comptait que quelques points d’avance sur le FK Pirmasens et le Borussia Neunkirchen, lesquels finirent la saison 1962-1963 devant Saarbrücken. D’après le règlement appliqué dans les autres Oberligen, Neunkirchen aurait dû être retenu. Les rumeurs se firent sévères. De nos jours encore, les observateurs restent convaincus que le 1. FC Saarbrücken fut favorisé car la Sarre était le Lânder d’origine d’Hermann Neuberger, futur président de la DFB et un des personnages les plus influents du football allemand et européen contemporain. La DFB justifia son choix en déclara que le club de Sarrebrück disposait de meilleures infrastructures que ces deux rivaux.
| Place | Clubs                    | Points | Classement 1962-1963 | Remarques                      |
| ----- | ------------------------ | ------ | -------------------- | ------------------------------ |
| 1     | 1. FC Kaiserslautern     | 464    | 1er                  |                                |
| 2     | 1. FC Saarbrücken        | 384    | 5e                   |                                |
| 3     | FK Pirmasens             | 382    | 3e                   |                                |
| 4     | Borussia Neunkirchen     | 376    | 2e                   |                                |
| 5     | Wormatia Worms           | 278    | 4e                   | éliminé dès le 11 janvier 1963 |
| 6     | SV Saar 05 Saarbrücken   | 229    | 9e                   | éliminé dès le 11 janvier 1963 |
| 7     | Sportfreunde Saarbrücken | 160    | 6e                   | renonça à sa candidature       |

- Oberliga Süd (5 places)

Des 13 candidats de cette Oberliga, le 1. FC Nuremberg et l’Eintracht Frankfurt furent qualifiés dès le 11 janvier 1963. Karlsruher SC et le VfB Stuttgart obtinrent deux autres accessits. Le dernier fut attribué au TSV Munich 1860 grâce à sa victoire dans le championnat 1962-1963. 1860 brûla ainsi la politesse au Bayern Munich et aux Kickers Offenbach qui comptaient pour tant plus de points sur les dix dernières saisons.
| Place | Clubs                 | Points | Classement 1962-1963 | Remarques                      |
| ----- | --------------------- | ------ | -------------------- | ------------------------------ |
| 1     | 1. FC Nuremberg       | 447    | 2e                   |                                |
| 2     | Eintracht Frankfurt   | 420    | 4e                   |                                |
| 3     | Karlsruher SC         | 419    | 5e                   |                                |
| 4     | VfB Stuttgart         | 408    | 6e                   |                                |
| 5     | Kickers Offenbach     | 382    | 7e                   |                                |
| 6     | Bayern Munich         | 288    | 3e                   |                                |
| 7     | TSV Munich 1860       | 229    | 1er                  |                                |
| 8     | VfR Mannheim          | 227    | 12e                  | éliminé dès le 11 janvier 1963 |
| 9     | SpVgg Fürth           | 224    | 9e                   | éliminé dès le 11 janvier 1963 |
| 10    | 1. FC Schweinfurt 05  | 185    | 11e                  | éliminé dès le 11 janvier 1963 |
| 11    | FC Bayern Hof         | 90     | 13e                  | éliminé dès le 11 janvier 1963 |
| 12    | TSV Schwaben Augsburg | 61     | 15e                  | éliminé dès le 11 janvier 1963 |
| 13    | KSV Hessen Kassel     | 36     | 10e                  | éliminé dès le 11 janvier 1963 |

La première journée de Bundesliga se déroula le 24 août 1963. Cité comme favori, le 1. FC Köln (45 points) fut sacré premier champion de la compétition unifiée, avec 6 points d’avance du Meidericher SV et l’Eintracht Frankfurt. Les deux derniers classés furent relégués vers leur Regionaliga respective. Ils furent le SC Preussen Münster et le 1FC Saarbrücken.
La montée depuis l’étage inférieur n’était pas automatique. Un tour final de 8 clubs, répartis en deux groupes de 4 désigna les deux promus
À la fin de la saison 1964-1965, le Hertha BSC Berlin fut déclaré en faillite pour ne pas avoir respecté les règles matières de payement du salaire des joueurs. Les deux relégués (Schalke 04 et le Karlsruher SC) tentèrent de conserver leur place parmi l’élite en raison de l’éviction du Hertha. Finalement, il fut décidé qu’il n’y aurait pas de descendant et que la Bundesliga passerait à 18 clubs. Le SC Tasmania 1900 Berlin fut choisi pour remplacer numériquement le Hertha, car à cette époque où la Guerre froide restait d’une très…brûlante actualité, la DFB souhaita conserver un club berlinois parmi l’élite.

### Nouveaux étages inférieurs
La création de la Bundesliga amena une nouvelle répartition des niveaux. La pyramide du football allemand se restructura. Les 5 Oberligen créées après la Seconde Guerre mondiale disparurent sous ce nom et devinrent les Regionalligen. Elles furent toujours au nombre de cinq : (Nord, Ouest, Sud-Ouest, Sud et Berlin).
Les champions de Regionalliga n’eurent pas un accès direct vers la Bundesliga, dont il était impossible de reléguer cinq clubs annuellement. Les champions et vice-champions des séries Nord, Sud-Ouest et Sud ainsi que les Champions des séries Ouest et Berlin, soit huit clubs disputèrent un tour final en étant répartis en deux groupes de quatre. Les deux vainqueurs de groupes furent promus dans la plus haute division.
La formule resta quasiment immuable. À partir de la saison 1964-1965, la région Ouest eut aussi le droit de qualifier son vice-champion. Un tour préliminaire aux deux groupes évinça l’équipe excédentaire. À partir de 1966-1967, toutes les Régionalligen eurent deux qualifiés et le tour final se joua en deux groupes de cinq.

## Bayern contre Gladbach
| Saison    | Champion                 |
| --------- | ------------------------ |
| 1968-1969 | FC Bayern München        |
| 1969-1970 | Borussia Mönchengladbach |
| 1970-1971 | Borussia Mönchengladbach |
| 1971-1972 | FC Bayern München        |
| 1972-1973 | FC Bayern München        |
| 1973-1974 | FC Bayern München        |
| 1974-1975 | Borussia Mönchengladbach |
| 1975-1976 | Borussia Mönchengladbach |
| 1976-1977 | Borussia Mönchengladbach |

### Bundesliga Skandal
Le championnat fut secoué au début des années 1970 par un scandale de matchs truqués, découvert par le président des Kickers Offenbach Horst-Gregorio Canellas le 6 juin 1971. Le résultat de certains matchs fut manipulé, ce qui permet aux clubs de Rot-Weiß Oberhausen et Arminia Bielefeld de ne pas descendre en division inférieure. Sur les huit dernières journées de la saison 1970-1971, 18 rencontres furent manipulées. 52 joueurs, deux entraîneurs et six dirigeants de club furent sanctionnés. Les clubs de Kickers Offenbach et Arminia Bielefeld furent également exclus du championnat.
En fin de saison, Horst-Gregorio Canellas (grossiste en fruits exotiques et surnommé le Roi de la Banane), fête ses 50 ans. Chez lui, le Président des Kickers Offenbach fit entendre une bande sonore à des journalistes. On pouvait entendre (dans ce qui semblait être une conversation téléphonique), que des joueurs (de Cologne, Berlin, Braunschweig...) avaient reçus de l'argent pour fausser les résultats des rencontres. La manœuvre visait à éviter la relégation ! Quelques semaines plus tôt, les résultats des derniers matches s'étaient révélés « surprenants ». La DFB diligenta rapidement une enquête confiée à Hans Kindermann.
Le travail du « procureur de la DFB », démontra qu'une dizaine de matches avaient été entachés d'irrégularités (des joueurs achetés) et que des soupçons planaient sur d'autres rencontres. Neuf clubs soit la moitié de la « Bundesliga » étaient concernés par les révélations et contre révélations qui se suivirent. Il semble que 1,3 million de DM aient servi à acheter des joueurs et ou des dirigeants et que 700 000 autres permirent d'assurer diverses complicités. Lors de la conclusion de l'affaire en 1973, 52 joueurs furent condamnés à de lourdes suspensions (plusieurs à vie) et amendes. Mais finalement la majorité des punis furent graciés dans un délai de 6 mois à deux ans.
Les clubs le plus touchés furent le FC Schalke 04 (Klaus Fichtel. Hans-Jürgen Wittkamp, Rolf Rüssmann, Herbert Lütkebohmert, Manfred Pohlschmidt, Hans Pirkner, Jürgen Sobieray, Klaus Fischer, Reinhard « Stan » Libuda, Dieter Burdenski, Klaus Sänger, Jürgen Galbierz, Heinz van Haaren) et le Hertha BSC Berlin (Tasso Wild, Bernd Patzke, Jürgen Rumor, Laszlo Gergely, Volkmar Gross, Peter Enders, Wolfgang Gayer, Arno Steffenhagen, Karl-Heinz Ferschl, Hans-Jürgen Sperlich, Franz Brungs, Jürgen Weber, Michael Kellner, Uwe Witt, Zoltan Varga). Parmi les autres punis, on retrouva aussi des joueurs du VfB Stuttgart : Hans Arnold, Hartmut Weiss, Hans Eisele - du DSC Arminia Bielefeld : Waldemar Slomiany, Jürgen Neumann. – MSV Duisburg : Volker Danner, Gerd Kentschke. – Eintracht Braunschweig : Lothar Ulsass, Horst Wolter, Wolfgang Grzyb, Peter Kaack, Franz Merkhoffer, Bernd Gersdorff, Klaus Gerwien, Rainer Skrotzki, Eberhard Haun, Jaro Deppe, Dietmar Erler, Friedhelm Häbermann, Joachim Bäse, Michael Polywka.
L'entraîneur du DSC Arminia Bielefeld, Egon Piechaczek, et celui de Rot-Weiss Oberhausen, Günter Brocker, furent aussi suspendus à vie, mais ils furent aussi rapidement graciés.
Des dirigeants subirent aussi des sanctions Au Kickers Offenbach : H-G Canellas (suspendu à vie, gracié en 1976), Friedrich Mann, Fritz Koch, Waldemar Klein (suspendus 1 an). Au Rot-Weiss Oberhausen : Peter Maassen (suspendu 2 ans). Au Hertha BSC Berlin : Wolfgang Holst (suspendu 5 ans, gracié après 4).
Parmi les clubs, seuls deux sur les neuf impliqués ont été punis. Le DSC Arminia Bielefeld fut renvoyé en Regionalliga et se vit infliger une amende de 50 000 DM. Les Kickers Offenbach (relégués sportivement en 1971) furent privés de licence pour la Bundesliga pour une durée de deux ans. S'ils ne furent pas punis implicitement en leur qualité de club, le FC Schalke 04 et Hertha BSC Berlin payèrent chers les suspensions et, sportivement, connurent des moments difficiles.
Par la suite, compte tenu de l'importance des fraudes et de la lourdeur des sanctions, les critiques plurent sur la DFB quand les grâces furent accordées très rapidement, que peu de dirigeants n’aient été condamnés et que seuls deux clubs furent punis. La DFB fut accusée d'avoir voulu donner le change et de faire des exemples afin de calmer les esprits peu avant de recevoir la Coupe du monde 1974.
Ce « Scandale de la Bundesliga » fut un élément important dans le processus de décision de la DFB visant à réformer à nouveau ses compétitions et à résorber le fossé entre « professionnels » et « amateurs ». La création d'une deuxième division fut envisagée. Elle vit le jour en 1974.

## La 2. Bundesliga
La formule appliquée depuis 1963, prit fin au terme de la saison 1973-1974, car la saison suivante fut créée la Zweites Bundelisga ou 2. Bundesliga. Ce niveau fut partagé en deux séries Nord et Sud.
La 2. Bundesliga Nord chapeauta les régions Nord, Ouest et Berlin. La 2. Bundesliga Sud fut au-dessus des régions Sud et Sud-Ouest.
En 1963, sous les cinq séries de Regionalliga se trouvèrent des ligues amateurs, dont l’appellation variait selon les régions. Lors de la création de la 2. Bundesliga, en 1974-1975, la région Nord constitua une ligue intermédiaire équivalent au 3e niveau de la hiérarchie. Cette ligue reprit le nom d’Oberliga, l’Oberliga Nord. Seule Berlin une ligue similaire équivalent au troisième niveau, mais cela était dû à son isolement géographique par rapport au reste de la RFA. Dans toutes les autres régions, le 3e niveau fut réparti en différentes petites ligues et des barrages eurent lieu à chaque fin de saison.

## Nouvelles Oberligen et 2.Bundesliga unique
| Saison    | Champion          |
| --------- | ----------------- |
| 1977-1978 | 1. FC Köln        |
| 1978-1979 | Hamburger SV      |
| 1979-1980 | FC Bayern München |
| 1980-1981 | FC Bayern München |
| 1981-1982 | Hamburger SV      |
| 1982-1983 | Hamburger SV      |
| 1983-1984 | VfB Stuttgart     |
| 1984-1985 | FC Bayern München |
| 1985-1986 | FC Bayern München |
| 1986-1987 | FC Bayern München |
| 1987-1988 | Werder Bremen     |
| 1988-1989 | FC Bayern München |
| 1989-1990 | FC Bayern München |

Dans les années 1980, le nombre de spectateurs présents dans les stades diminua. Ceci était dû en partie aux transferts de plusieurs très bons joueurs allemands de la Bundesliga vers des clubs étrangers. Le transfert le plus spectaculaire de cette période fut celui de Karl-Heinz Rummenigge du Bayern Munich à l'Inter Milan pour plus de 10 millions de Deutsche Mark. À travers les succès de Boris Becker et Steffi Graf, l'intérêt du public et des médias se dirigea vers le tennis. Malgré les bons résultats de l'équipe d'Allemagne de football, qui parvient en finale de la Coupe du monde 1982 et de la Coupe du monde 1986, le football devint moins attractif. Pour contrer la diminution du nombre de spectateurs en hiver et pour diminuer le nombre de matchs remis, la pause hivernale du championnat fut allongée à huit semaines.
Lors de la saison, 1978-1979, la DFB apporta un nouvel aménagement à sa hiérarchie. En plus, sous les deux ligues fédérales (Bundesliga et 2.Bundesliga) fut placé le niveau Oberliga, avec la création de six ligues qui s’ajoutèrent à l’Oberliga Nord et à celle de Berlin (qui existaient depuis 1974). On eut ainsi des huit séries équivalentes à une "Division 3" : Bade-Württemberg, Bayern, Berlin, Hessen, Nord, Nordrhein, Südwest et Westfalen.
Le champion de chaque Oberliga montait en 2.Bundesliga. À noter que l’Oberliga Nord et l’Oberliga Berlin ne disposaient que d’un seul montant pour les deux. Un barrage annuel désignait le promu. Au sein de ce niveau évoluèrent des équipes B ou amateurs des cercles professionnels. La montée vers la D2 leur était interdite.
En 1981-1982, la 2.Bundesliga fut ramenée à une seule série. Sous celle-ci, restèrent les huit séries nommées Oberliga et qui dorénavant n’avait plus un promu d’office vers le 2e niveau. De nouveau, un tour final en deux groupes de quatre réunit les qualifiés. Un groupe pour les Oberligen Berlin, Nord, Nordrhein et Westfalen. Un groupe pour les Oberligen Bade-Württemberg, Bayern, Hessen et Süd-West.

## Réunification de l’Allemagne
| Saison    | Champion             |
| --------- | -------------------- |
| 1990-1991 | 1. FC Kaiserslautern |
| 1991-1992 | VfB Stuttgart        |
| 1992-1993 | Werder Bremen        |
| 1993-1994 | FC Bayern München    |
| 1994-1995 | Borussia Dortmund    |
| 1995-1996 | Borussia Dortmund    |
| 1996-1997 | FC Bayern München    |
| 1997-1998 | 1. FC Kaiserslautern |
| 1998-1999 | FC Bayern München    |

À partir du début des années 1990, le football regagna à nouveau en popularité. Ceci s'expliquait d'une part par les succès de l'équipe nationale, avec un troisième titre de champion du monde en 1990 et un troisième titre de champion d'Europe en 1996.
Mais surtout la commercialisation ciblée de la Bundesliga dans les médias apporta un sérieux bonus financier aux clubs. À partir de 1991 la chaîne Premiere montra les matchs du championnat à la télévision, puis ce fut au tour de la chaîne Sat.1 un an plus tard.
La chute du mur de Berlin en novembre 1989 amena une nouvelle réforme des compétitions. Dès 1990, la réunification de l’Allemagne fut une réalité. Évidemment, la DFB accueillit les clubs de l’ancienne RDA. Cette arrivée massive de clubs, qui n’avait pas le statut professionnel puisque venant d’un État communiste, fut traitée avec le plus de tact possible. Mais engendra bien sûr quelques aménagements qui s’étalèrent sur 3 à 4 saisons.

### 1989 – 1990
Au début de cette saison, la République démocratique allemande était toujours une réalité. L’élite de son football était articulée en une série supérieure, la DDR-Oberliga et deux séries de D2 nommées DDR-Liga. Aucun changement notable n’intervint, en ce sens que les montées/relégations se déroulèrent entre les niveaux de l’ex-RDA.
La DDR-Oberliga prit le nom de Oberliga Nord-Ost. La DDR-Liga devint la NOFV-Liga (Nordostdeutscher Fußballverband).
À la fin de la saison, l’Allemagne de l’Ouest enleva son troisième titre mondial à l’issue du mondial italien.

### 1990 – 1991
À la fin de la compétition, pas de changements en Bundesliga, comme précédemment : 2 relégués, 1 barragiste. Aucune modification non plus en 2. Bundesliga : les deux premiers furent promus et le 3e fut barragiste. Il y eut quatre relégués comme d’ordinaire. Les huit anciennes Oberligen (y compris Berlin, anciennement Berlin-Ouest) se déroulèrent comme à l’accoutumée.
De leur côté, les deux premiers de l’Oberliga Nord-Ost (FC Hansa Rostock et 1FC Dynamo Dresde) furent promus en Bundesliga. Les quatre équipes classés de la 3e à la 6e place eurent accès à la 2. Bundesliga. Les deux derniers classés furent relégués vers la Oberliga Nord-Ost (devenant 3e niveau) en vue de la saison suivante.
Dans la NOFV-Liga, le premier de chaque série fut qualifié pour un tour final. Deux équipes par série furent reléguées vers des divisions inférieures au 3e niveau. Sur l’ensemble des deux poules, 26 clubs furent versés dans la Oberliga Nord-Ost (devenant 3e niveau).
Un tour final de longue haleine concerna 17 clubs pour attribuer 4 sièges en 2. Bundesliga : 5 équipes pour le Nord+Berlin-Ouest, 4 équipes pour le Sud, le Nord-Ost série A le Nord-Ost série B.

### 1991 – 1992
La Bundesliga compta 20 clubs. Les quatre derniers (dont Rostock) furent relégués.
De son côté, la 2.Bundesliga aligna 24 équipes et exceptionnellement (pour la première fois depuis 1981) fut jouée en deux séries (Nord et Sud) de 12 formations. Par série, la compétition se déroula en deux phases : une phase 1 de 22 rencontres suivie d’une phase 2 avec les 6 premiers jouant pour la montée en Bundesliga et les 6 derniers tentant de se maintenir. Deux clubs par séries descendirent alors qu’un de chaque poule dut jouer des barrages avec des équipes d’Oberliga.
Le 3e niveau, les Oberligen restèrent au nombre de huit. L'Oberliga Berlin fut dissoute et les clubs berlinois qui la composaient furent reversés dans une nouvelle Oberliga Nordost partagée en trois groupes (18 équipes dans la poule "Nord", 20 dans la poule "Centre" et 18 dans la poule "Sud"). Les poules Nord et Centre reléguèrent 5 formations pour 2 à la poule Sud.
Le tour final d’Oberliga compta 13 clubs répartis en 4 groupes géographiques, (soit 1x4 et 3x3),

### 1992 – 1993
La Bundesliga retrouva un rythme normal avec 18 équipes, et dorénavant 3 descendants directs.
Le 2.Bundesliga compta encore 24 clubs, mais elle fut jouée en une seule série (46 matches). Les trois premiers furent promus tandis que les sept derniers classés furent relégués.
Le tour final depuis les Oberligen pour la montée au 2e niveau concerna 11 clubs répartis en 3 groupes (1x3 et 2x4)

## Retour de la Regionalliga
La fin de la saison 1993-1994 fut marquée par une nouvelle réorganisation importante, visant à terminer la restructuration engendrée par la réunification du pays.
La Bundesliga avait retrouvé son rythme dès la saison précédente. La 2. Bundesliga se déroula avec 20 clubs. Les trois premiers furent promus tandis que les cinq derniers classés furent relégués. Avec les trois promus du tour final du niveau 3 (Oberliga), le 2e niveau national retrouva sa forme à 18 clubs pour la saison suivante.
Ce fut au 3e niveau que la réforme s’appliqua. Les huit Oberligen cédèrent la place à 4 Regionalligen :
- Nord
- Süd
- West-Südwest
- Nordost

Sous ces séries vinrent prendre place un 4e niveau composé de 10 séries nommées Oberliga :
- Oberliga Hamburg/Schleswig-Holstein
- Oberliga Bremen/Niedersachsen
- Baden-Württemberg
- Oberliga Bayern
- Oberliga Hessen
- Oberliga Nordrhein
- Oberliga Südwest
- Oberliga Westfalen
- Oberliga Nordost Nord
- Oberliga Nordost Süd

À la fin de la saison 2003-2004, l’Oberliga Brême/Niedersachsen et l’Oberliga Hambourg/Schleswig-Holstein furent fusionnées pour former l’Oberliga Nord. Il n’y eut donc plus que 9 Oberligen au 4e niveau.
En vue de la saison 1999-2000, le niveau 3 des Regionalligen est restructruré. Il n’y eut plus que deux séries : Nord et Süd.

## La 3. Bundesliga
| Saison    | Champion          |
| --------- | ----------------- |
| 1999-2000 | FC Bayern München |
| 2000-2001 | FC Bayern München |
| 2001-2002 | Borussia Dortmund |
| 2002-2003 | FC Bayern München |
| 2003-2004 | Werder Bremen     |
| 2004-2005 | FC Bayern München |
| 2005-2006 | FC Bayern München |
| 2006-2007 | VfB Stuttgart     |
| 2007-2008 | FC Bayern München |
| 2008-2009 | VfL Wolfsburg     |
| 2009-2010 | FC Bayern München |
| 2010-2011 | Borussia Dortmund |
| 2011-2012 | Borussia Dortmund |
| 2012-2013 | FC Bayern München |
| 2013-2014 | FC Bayern München |
| 2014-2015 | FC Bayern München |
| 2015-2016 | FC Bayern München |
| 2016-2017 | FC Bayern München |
| 2017-2018 | FC Bayern München |
| 2018-2019 | FC Bayern München |
| 2019-2020 | FC Bayern München |
| 2020-2021 | FC Bayern München |

En vue de la saison 2008-2009, la DFB apporta de nouvelles modifications à  sa pyramide avec l’instauration d’un 3e niveau fédéral, la Dritte Bundesliga ou 3. Bundesliga.
Cette création entraîna aussi la mise en place d’une troisième série de Regionalliga, la West rejoignit la Nord et la Süd. Ces séries furent désormais au niveau 4.
Les Oberligen passèrent donc au niveau 5. L’Oberliga Nord disparut et fut remplacée par cinq Verbandsliga (Brême, Hambourg, Base-Saxe Est, Basse-Saxe Ouest et Schleswig-Holstein). L’accès à la Regionalliga se fera par le biais d’un tour final entre ces ligues.
L’Oberliga Nordrhein et l’Oberliga Westfalen furent fusionnées en une seule, l’Oberliga Nordrhein/Westfalen ou NRW-Liga.
Les six autres Oberligen furent maintenues mais les appellations furent adaptées. Si l'Oberliga Südwest conserva sa dénomination, on vit revenir dans la terminologie des noms comme « Bayernliga » ou « Hessenliga » pour les anciennes Oberligen de ces régions.

## Sources et liens externes
- Carte des clubs allemands
- Website officiel de la Bundesliga
- DFB — Website officiel de la Deutscher Fußball Bund
- (fr) Le classement actuel et tous les classements depuis 2006
- (de) Deutsche Fußballmeisterschaft (de)